# Lestinogomphus congoensis
Lestinogomphus congoensis – gatunek ważki z rodziny gadziogłówkowatych (Gomphidae).